# フレンチ・カンカン (映画)
『フレンチ・カンカン』（French Cancan）は、1954年制作のフランス映画。1880年代のパリを舞台に、フレンチカンカンとムーラン・ルージュの誕生を虚実取り混ぜて描く。エディット・ピアフをはじめとして多くの歌手も出演している。

## キャスト
| 役名                 | 俳優                       | 日本語吹替    | 日本語吹替    |
| 役名                 | 俳優                       | フジテレビ版1 | フジテレビ版2 |
| -------------------- | -------------------------- | ------------- | ------------- |
| アンリ・ダングラール | ジャン・ギャバン           | 大塚周夫      | 森山周一郎    |
| ニニ                 | フランソワーズ・アルヌール | 武藤礼子      | 上田みゆき    |
| ロラ                 | マリア・フェリックス       | 翠潤子        | 中西妙子      |
| アルレッティ         | アンナ・アメンドーラ       |               |               |
| ヴァルテル男爵       | ジャン＝ロジェ・コシモン   |               |               |
| アレクサンドル王子   | ジャンニ・エスポジート     |               |               |
| ヴァロゲイル         | ミシェル・ピッコリ         |               |               |
| ユージン             | エディット・ピアフ         |               |               |

- フジテレビ版1：初回放送1964年11月2日『名画座』
- フジテレビ版2：初回放送1973年頃
  - 演出：小杉清、翻訳：榎あきら